# Patrick Poivre d'Arvor
Patrick Poivre d'Arvor, conocido como PPDA (nacido el 20 de septiembre de 1947 en Reims, Francia) es un periodista y escritor francés. Fue el presentador estrella de los informativos de la noche en TF1 entre 1987 y 2008. Goza de gran popularidad en Francia.

## Biografía
En 1964 y con tan solo 16 años obtiene el título de Bachiller. A esa misma edad tiene un hijo. Esta prematura paternidad le inspira su primera novela, Les enfants de l'aube. Concluidos sus estudios de secundaria estudia en el Instituto de Estudios Políticos, primero en Estrasburgo y luego en París. Logra también un diploma del Instituto de lenguas y civilizaciones orientales. En 1970, con 22 años, ingresa en el Centro de formación de periodistas.
Durante esa época es militante del partido político Republicanos independientes (partidarios de Valéry Giscard d'Estaing) y responsable regional de las juventudes del mismo.

### France Inter
En 1971 empieza a trabajar en France Inter tras ganar un concurso. Se dedica inicialmente a presentar los informativos matinales y a realizar una revista de prensa. Posteriormente trabajaría como reportero.

### Antenne 2
Con la llegada de Giscard a la Presidencia de la República en 1974, entra en la cadena pública Antenne 2. Su primera emisión televisiva en esta cadena la dirigirá en 1975. Entre el 16 de febrero de 1976 y el 28 de julio de 1983 dirige
el informativo nocturno de esa cadena con el cual llega a ser líder de audiencia. En 1983 presenta A nous deux, un programa semanal de ayuda al consumidor.

### TF1
Tras un breve paso por la cadena privada Canal Plus y por la radio RMC, PPDA llega a TF1 en 1986 para dirigir el dominical A la folie pas du tout. El 31 de agosto de 1987, y con la cadena privatizada,  vuelve a hacerse cargo del informativo de la 20h de lunes a jueves recuperando el liderazgo que hasta ese momento ostentaba Antenne 2.
En 1988, se pone al mando del programa literario Ex-libris, llamado desde el 16 de octubre de 1999 Vol de nuit. Este programa se mantuvo en antena hasta el momento en el que fue despedido de TF1 en 2008.
En 1989 es nombrado director delegado de los servicios informativos de TF1.
En el 2000 pasa a ser vicepresidente de la cadena regional bretona TV Breizh (filial de TF1).
El 18 de marzo de 2007 es galardonado con la Orden de las Artes y las Letras.
El 25 de agosto de 2008 fue sustituido por Laurence Ferrari en la presentación del informativo de la noche de TF1 tras más de 20 años al frente y a pesar de ser líder de audiencia. Aunque la cadena justificó su actuación en su voluntad de renovar su plantilla, otras fuentes consideran que la razón del cese se encuentra en un comentario ("Parece usted un niño excitado en el patio de los mayores") hecho por el presentador en una entrevista en directo realizada a Nicolas Sarkozy.

### RTL y Arte
Tras su despido de TF1 se convierte en uno de los tertulianos del programa de radio de RTL On refait le monde y presenta en la cadena franco alemana arte un programa de entrevistas a personalidades de la cultura.

## Vida privada
Está casado con Véronique Courcoux una profesora originaria de Saint-Brieux. Ha tenido cinco hijos llamados Arnau, Tiphaine, Solenn, Morgane y François. Este último es fruto de una relación extramatrimonial que mantuvo con Claire Chazal presentadora, durante varios años, de los informativos de fin de semana de TF1.
En 1995, su hija Solenn, enferma de anorexia nerviosa, se suicida. Este trágico acontecimiento tuvo una gran repercusión en los medios de comunicación. PPDA dedicó dos libros a su hija muerta, Lettres à l'absente y Elle n'était pas d'ici. Una casa para adolescentes, la Maison de Solenn se inauguró en 2004 dentro del hospital Cochin. Se financió sobre todo por la operación « Piezas amarillas », que apadrinó Bernadette Chirac, presidenta de la Fundación de París-Hospitales de Francia.

## Controversias
Durante su carrera se le han reprochado varias violaciones de la ética periodística.
Sin duda alguna, entre ellas la más conocida es la entrevista trucada a Fidel Castro, difundida el 16 de diciembre de 1991. PPDA acusó del hecho en varias ocasiones a su compañero Régis Faucon, que había realizado junto a él esta falsa entrevista, después de que éste dejara TF1. El trucaje se había desmontado al mes siguiente por parte de Télérama y del periodista Pierre Carles. También se le recriminó el partido de fútbol con sus amigos que pudo jugar en el Parque de los Príncipes gracias a sus relaciones con el Ayuntamiento de París, que también sacó a la luz el mismo periodista, Pierre Carles. Todos estos elementos, así como sus innumerables relaciones mundanas (Jacques Chirac, Francis Bouygues...) hacen de PPDA un habitual de la prensa sensacionalista, a la que él dedicó un libro: Les Rats de garde.
El 10 de enero de 1996, fue condenado en el proceso Michel Noir-Pierre Botton, a 15 meses de prisión con suspensión provisional de la sentencia y a 200.000 francos de multa.

## Literatura
Consigue que TF1 le permita presentar un programa "literario" a última hora: crea pues en 1988 el programa Ex-libris, luego rebautizado como Vol de nuit, del que aún es presentador.
También presenta un programa literario en La Chaîne Info: Place au livre.
Tiene un hermano, Olivier Poivre d'Arvor, también escritor, con quien ha elaborado varias biografías, entre las que están las de Antoine de Saint-Exupéry, Robert Surcouf, Vasco de Gama, Lawrence d'Arabie, y un libro sobre Jules Verne, autor que en su juventud les causó una honda impresión: Le monde selon Jules Verne, 2004.

### Obras
Es autor de varias decenas de obras, entre las que L'Irrésolu, obtuvo el Premio Interallié en 2001.
- Les enfants de l'aube, 1982
- Les Femmes de ma vie, 1988
- L'homme d'image, 1992
- Lettres à l'absente 1993
- Les loups et la bergerie, 1994
- Elle n'était pas d'ici
- Un Héros de passage
- Une trahison amoureuse
- Lettre ouverte aux violeurs de vie privee
- La Fin du monde
- Petit Homme
- L'Irrésolu
- Les rats de garde (coautor Eric Zemmour)
- Le Roman de Virginie
- Un enfant
- La Traversée du miroir
- J'ai aimé une reine
- Courriers de nuit: La Légende de Mermoz et de Saint-Exupéry, (coautor Olivier Poivre d'Arvor)
- La mort de Don Juan
- Frères et soeur
- Les plus beaux poemes d'amour anthologie
- Chasseurs de trésors et autres flibustiers (coautor Olivier Poivre d'Arvor)
- Pirates et corsaires (coautor Olivier Poivre d'Arvor)
- Coureurs des mers, (coautor Olivier Poivre d'Arvor)
- Disparaître (coautor Olivier Poivre d'Arvor)

## Anécdotas
La familia de Patrick Poivre d'Arvor pretende ser descendiente de Jacques Poivre, hermano de Pierre Poivre, ennoblecido por Luis XV de Francia. "D'Arvor" fue un pseudónimo usado por su abuelo.
En 2006, participa en las movilizaciones en favor de la población de Darfur y apadrinó un nuevo desafío deportivo de la navegante Maud Fontenoy.